# Ernst Hijmans
Ernst Hijmans (Amsterdam, 19 mei 1890 – Bergen, 22 augustus 1987) was een Nederlands ingenieur en organisatieadviseur, bekend als een van de grondleggers van het organisatie-advieswerk in Nederland.

## Levensloop

### Jeugd, opleiding en vroege carrière
Hijmans was zoon van de Joodse effectenhandelaar André Hijmans en de bankiersdochter Hesje Zadoks. Zijn oudste broer Frits was arts. Vanaf 1907 studeerde Ernst werktuigbouwkunde aan de Technische Hogeschool Delft. Hier verdiepte hij zich onder andere in de studie van gereedschapsmachines en bedrijfsleiding bij Louis Anne van Roijen (1865-1946), hoogleraar mechanische technologie, en volgde ook lessen in de bedrijfsleer bij J.G.Ch. Volmer. Tijdens zijn studiejaren werd hij geïnspireerd door het idealisme van de arbeidersbeweging met name door personen als Troelstra, Wibaut, en Roland Holst. Hij studeerde af in Delft in 1913.
Tijdens zijn studie heeft Hijmans in 1911 een half jaar als arbeider in een Belgische fabriek voor stoommachines gewerkt. Na zijn studie begon hij als assistent-opzichter bij Werkspoor in Amsterdam, en was van 1916 tot 1918 productieleider en hoofd-productontwerp bij Van Berkel's Patent. Van 1918 werd hij de eerste directeur van het Nederlands Normalisatie Bureau in 1922 opgevolgd door Jan Goudriaan. 
In 1920 richtte Hijmans met Vincent Willem van Gogh Nederlands eerste organisatieadviesbureau op genaamd Organisatie Advies Bureau. Dit organisatiebureau gaf voornamelijk advies op het gebied van  bedrijfsorganisatie en metaalbewerking. Bekende medewerkers waren Johan Marie Louwerse en Berend Willem Berenschot. In 1938 werd het Organisatie Advies Bureau ontbonden, en startte Heymans zijn eigen adviesbureau onder de naam "Raadgevend Ingenieursbureau voor Efficiency Ir. E.Hijmans".

### Verdere carrière
Heijmans nam actief deel aan de ontwikkeling van het organisatie-adviesvak verder in Europa. Zo was hij actief in België van 1923 tot 1940, in Frankrijk al lid van een Frans ingenieursbureau van 1932 tot 1940, en in Engeland in samenwerking met een bureau uit Manchester van 1936 tot 1952.
Tijdens de oorlog schreef hij Mens en Samenleving met Abraham Mey en legde hij de grondslagen voor later werk over automatische besturing van gereedschapmachines. Na de oorlog pakte hij het advieswerk weer op en maakte hij reizen naar Israël, Sumatra en Suriname. Na de oprichting van de Stichting Interacademische Opleiding Organisatiekunde (SIOO) in 1958 is Hijmans een van de eerste docenten aan de Interacademische Opleiding Organisatiekunde.
Hijmans was erelid van Nederlandsch Instituut voor Efficiency (NIVE), van de Orde van organisatiekundigen en -adviseurs (Ooa) en van het Koninklijk Instituut van Ingenieurs (KIvI). Bovendien was hij Fellow van de International Academy of Management, de internationale organisatie die onder andere op wereldcongressen de uitwisseling van gedachten op het gebied van de wetenschappelijke bedrijforganisatie bevordert.
De Raad van Organisatie-Adviesbureaus (ROA) en de Orde van Organisatiekundigen en- Adviseurs (OOA) hebben het initiatief genomen tot een jaarlijkse Ernst Hijmanslezing. Deze lezing is in het leven geroepen om een impuls te geven aan het maatschappelijke debat over de professie van organisatieadviseurs.

### Persoonlijk
Hijmans is twee keer getrouwd geweest, in 1914 trouwde hij met Helena Caland (1885-1959), de dochter van de indoloog en hoogleraar Willem Caland. Uit dit huwelijk zijn vier kinderen voortgekomen. Hijmans is later hertrouwd met Eke Kofoed. Uit dit huwelijk had hij twee kinderen.

## Werk
De ontwikkeling van Hijmans werk en gedachtegoed zijn in drie fases te verdelen: 
- In zijn begintijd was hij geïnspireerd door de ideeën van Frederick Winslow Taylor en van Frank Bunker Gilbreth op het gebied van de tijd- en bewegingsstudie en de daaraan gekoppelde beloning en werkmethodeverbetering. Reeds in 1913 publiceerde Hijmans hierover zijn eerste tijdstudies.
- In latere jaren ging hij zich verdiepen in organisatie-analyse op zaken als taakgeleding, de taaktoewijzing en de taakvervulling in arbeidsorganisatie. Hierbij ging hij zich verdiepen in niet-technische disciplines als bedrijfspsychologie en de bedrijfssociologie.
- Na de oorlog richtte Hijmans zich op de opkomende automatisering in het bedrijfsleven, en onderzocht de gevolgen hiervan op met name het Nederlandse arbeidsbestel.

## Publicaties
- E. Hijmans. Functioneel beheer in overheids- en particulier bedrijf. Rotterdam, 1924.
- E. Hijmans. Formulier-diagrammen en hunne toepassing in de industrie. Muusses, 1928.
- E. Hijmans. Evenwichtig continu-werk in plaats van kunstmatigen arbeid aan den "band". Purmerend, 1929.
- E. Hijmans. Transport diagrammen voor massavervoer boven en onder den grond. Muusses, 1930.
- E. Hijmans, V.W. van Gogh, en J. Rentenaar. Tien jaren organisatiewerk : herdrukken van publicaties van Ernst Hymans, V.W. van Gogh, J. Rentenaar, leden van het Raadgevend Bureau voor organisatie ... Muusses, 1930.
- E. Hijmans. De psychose van machinisme en massa-productie, 1936.
- E. Hijmans. De betrekkelijke waarde van arbeids-analyse, mechanisatie en taak-meting, 1938.
- E. Hijmans en Abraham Mey Mensch en samenleving [I]. - 1946. II: De mensch van heden tegenover de wereld waarin hij werkt. - 1947. III: Economische en politieke perspectieven van den komenden opbouw der samenleving, 1946.
- E. Hijmans. De overgang van de Nederlandse industrie van stukfabricage op serie- en massaproductie. Met T.J. Bezemer. Nederlands Instituut voor Efficiency, 1949.
- E. Hijmans. Hoofdlijnen der toegepaste organisatie : bestemd voor hen die leiding geven in het bedrijf, accountants en studerenden, 1949.
- E. Hijmans, Mens, metaal, machine : hun rol in onze behoeftevoorziening, 1963.
- E. Hijmans. Beperking van menselijke tussenkomst : grondslagen voor het gesprek tussen bedrijfsleiding en automatiseringsspecialist, 1964.
- E. Hijmans. Zestig jaar organiseren : het leven van ir. Ernst Hijmans. Met P.M. van Buijtenen en Mimi Rijpstra-Verbeek, Nijgh & Van Ditmar etc. Universitaire Pers Rotterdam, 1973.